# Lycodon meridionale
Espèce
Synonymes
- Dinodon rufozonatum meridionale Bourret, 1935
- Dinodon meridionale Bourret, 1935

Statut de conservation UICN

 LC  : Préoccupation mineure
Lycodon meridionale est une espèce de serpents de la famille des Colubridae.

## Répartition
Cette espèce est endémique du Nord du Viêt Nam.

## Description
Lycodon meridionale est un serpent nocturne.

## Publication originale
- Bourret, 1935 : Notes herpétologiques sur l’Indochine française. IX. Les Serpents de Chapa. Bulletin Général de l’Instruction Publique, vol. 14, p. 239-251.